# Max Grünewald
Max Grünewald, auch Gruenewald (geboren am 4. Dezember 1899 in Königshütte, Provinz Schlesien; gestorben am 28. Dezember 1992 in Millburn, New Jersey), war ein deutsch-amerikanischer Rabbiner.

## Leben
Max Grünewald war der Sohn von Simon Grünewald (geboren 1868 in Westfalen, gestorben ca. 1921 in Palästina) und Klara Grünewald, geborene Ostheimer. Simon Grünewald war Elementarschullehrer, Direktor der örtlichen Handelsschule und Sekretär der Synagogengemeinde. Grünewald besuchte die Elementarschule bei seinem Vater und kam mit neun Jahren auf das Gymnasium.
Grünewald kämpfte 1917/18 als Soldat im Ersten Weltkrieg in Ostpreußen. 1918 begann er ein Medizinstudium in Breslau. Von 1919 bis 1925 besuchte er das Jüdisch-Theologisches Seminar Fraenckel’sche Stiftung in Breslau und studierte an der Universität Breslau Philosophie, Psychologie, Nationalökonomie und orientalische Sprachen und promovierte bei Eugen Kühnemann. 1925 berief ihn die jüdische Gemeinde in Mannheim zum Rabbiner. In Mannheim gründete er 1925 die Jugendgemeinde, war an der Konzeption des im Jahr darauf gegründeten Wohlfahrtsamts beteiligt, war 1929 Mitbegründer des jüdischen Lehrhauses und Redakteur des Israelitischen Gemeindeblatts. In der Zeit des Nationalsozialismus setzte er sich für die Einrichtung jüdischer Schulklassen ein und bereitete Hunderte Gemeindemitglieder auf die Auswanderung vor.
Am 1. Februar 1926 heiratete Max Grünewald Hedwig Horovitz, Tochter seines Lehrers Saul Horovitz. Hedwig war praktizierende Ärztin. Aus der Ehe gingen zwei Söhne hervor.
1934 wurde er zudem Vorsitzender der jüdischen Gemeinde und 1935 Konferenzrabbiner. 1936 wurde Grünewald Mitglied des Präsidialausschusses, dem obersten Führungsgremium der Reichsvertretung der Deutschen Juden. Im April 1938 ging er hauptamtlich zur Reichsvertretung nach Berlin und war zuständig für Auswanderungen. Nur kurz darauf im August desselben Jahres wanderte er nach Palästina aus, 1939 in die USA. In den Folgejahren pendelte er zwischen Palästina und den USA. 1944 ließ er sich endgültig in Millburn nieder und war dort von 1944 bis 1970 Rabbiner. 1955 war er Mitbegründer und bis 1985 Präsident des Leo-Baeck-Instituts New York. Von 1974 bis 1991 war er internationaler Präsident der Organisation. Außerdem war er von 1952 bis 1962 Vorsitzender der American Federation of Jews from Central Europe und von 1954 bis 1985 einer der Präsidenten der Gustav Wurzweiler Foundation.
Die Bar-Ilan-Universität in Israel verlieh Grünewald 1970 die Ehrendoktorwürde, desgleichen das Jewish Theological Seminary of America 1975. Die Stadt Mannheim benannte nach seinem Tod 1993 einen Platz nach ihm.

## Schriften (Auswahl)
- Die Philosophie Simmels mit besonderer Berücksichtigung ihrer Beziehungen zum Pragmatismus. Dissertation Breslau 1925.
- Liberalismus und Bürgertum. In: Die jüdische Idee und ihre Träger. Beiträge zur Frage des jüdischen Liberalismus und Nationalismus. Schriftenreihe der Jüdischen Rundschau 1, 1928, S. 31 ff.
- 75 Jahre Hauptsynagoge Mannheim. In: Neue Badische Landeszeitung. 27. Juni 1930.
- Das jüdische Mannheim. In: Israelitisches Familienblatt für Hamburg, Altona und Wandsbek. Buchdruckerei und Verlagsanstalt Max Lessmann, Hamburg, 11. Dezember 1930.
- The Jewish Teacher. In: Leo Baeck Institute Yearbook. London/Oxford, 19 (1974), S. 63–70.
- Die pädagogische Situation. In: Bulletin des Leo Baeck Institute. 2 (1979), S. 50.